# Spododes sabulosa
Spododes sabulosa là một loài bướm đêm trong họ Geometridae.